# Hermann Wilke (Politiker)
Hermann Wilke (* 7. Januar 1885 in Stolp; † 17. Januar 1954 in Berlin) war ein deutscher Politiker (SPD), Gewerkschafter und Landtagsabgeordneter.

## Leben
Nach dem Besuch der Volksschule erlernte Hermann Wilke den Beruf des Bäckers und Konditors. Von 1910 bis 1913 war er beim Bäcker- und Konditorenverband in Berlin angestellt. Während der Novemberrevolution war er Mitglied des Arbeiterrats in Stettin und dessen Vertreter beim Landeshauptmann Johannes Sarnow. In den Jahren 1920 bis 1922 arbeitete er als Betriebsrätesekretär beim Ortsausschuss des ADGB in Stettin. Im April 1925 wurde er Parteisekretär der Stettiner SPD. 1927 übernahm er den Vorsitz der Stettiner Abteilung des Verbandes der Nahrungsmittel- und Getränkearbeiter.
Von 1921 bis 1929 gehörte er dem Provinziallandtag der Provinz Pommern und von 1928 bis 1932 dem Preußischen Landtag an. Er war Stadtverordneter in Stettin und 1932/33 besoldeter Stadtrat. In der Zeit des Nationalsozialismus wurde er inhaftiert.
Nach dem Ende des Zweiten Weltkriegs war er Parteisekretär der SPD in  West-Berlin. 1947 bis 1948 war er als Nachrücker von Erich Wendland Mitglied der Berliner Stadtverordnetenversammlung.